# Nudaria punkikonis
Nudaria punkikonis är en fjärilsart som beskrevs av Matsumura 1927. Nudaria punkikonis ingår i släktet Nudaria och familjen björnspinnare. Inga underarter finns listade i Catalogue of Life.